# Choi Mu-seon
Pour les articles homonymes, voir Choi.
Dans ce nom coréen, le nom de famille, Choi, précède le nom personnel.
Choi Mu-seon (hangeul : 최무선 ; hanja : 崔茂宣, 1325-1395) est un inventeur, ingénieur militaire et scientifique coréen de la période Goryeo, considéré comme le fondateur de l'artillerie à poudre (en) coréenne pour avoir introduit la technologie de la poudre à canon en Corée et établi sa production domestique, créant ainsi les premières armes à feu du pays et révolutionnant l'art militaire coréen.
Originaire de la province du Gyeongsang, il commence sa carrière comme fonctionnaire civil avant de se tourner vers les sciences militaires face aux menaces extérieures croissantes. Vers 1377, il parvient à obtenir la recette de fabrication de la poudre à canon, jusqu'alors monopolisée par les Chinois, en interrogeant un marchand qui possédait ces connaissances. Fort de cette découverte, le gouvernement crée le Hwatongdogam (ko), la première institution coréenne dédiée à la production de poudre à canon et d'armes à feu, où il développe les premières armes pyrotechniques coréennes, notamment des canons à main (chongtong (en)) adaptés des modèles chinois et le juhwa (ko), la première fusée coréenne qui constituera l'ancêtre du singijeon.
Ses innovations contribuent de manière décisive à la victoire coréenne contre les pirates japonais, notamment lors de la bataille de Jinpo (ko) en 1380, et constituent les fondements technologiques qui permettront plus tard le développement d'armes d'artillerie sophistiquées comme le hwacha, lequel s'avérera décisive dans la défense de la Corée contre les  invasions japonaises, notamment lors du siège de Haengju où 40 hwacha permettront à 3 000 Coréens de repousser 30 000 Japonais.

## Biographie
Choi Mu-seon naît en 1325, la 12ᵉ année du règne du roi Chungsuk de Goryeo, à Yeongju (aujourd’hui Yeongcheon dans le Gyeongsangbuk), fils de Choi Dong-sun, officier du Gwanghungchang (ko). Dès son enfance, il se montre habile en techniques, plein de stratégies, et passionné par la discussion de stratégie militaire. Il s'intéresse également très tôt aux armes à poudre à canon et consulte de nombreux ouvrages dans différents domaines, tout en maîtrisant le mandarin.
Il occupe plus tard le poste de munhabusa (vice-ministre du Secrétariat du Conseil). Face aux pillages incessants des pirates japonais, il est convaincu que la meilleure façon de les repousser est d'utiliser la poudre à canon et les armes à feu. Il se consacre donc intensément à l'étude de leur fabrication. Pour produire poudre et canons, il faut impérativement du salpêtre en plus du soufre et du charbon de bois, mais la Corée doit l'importer de Chine, berceau de la poudre noire. Or, à cette époque, les dynasties Yuan et Ming gardent jalousement le secret de sa fabrication, notamment les proportions des composants, si bien qu'aucun Coréen ne connaît encore cette technologie,.
Choi Mu-seon parvient finalement à obtenir plusieurs secrets de fabrication grâce à Li Yuan (이원, 李元), un homme originaire de la région chinoise du Jiangnan,,. Il forme ensuite certains de ses serviteurs à cette technique et en teste l'efficacité. Il propose alors au Dopyeong-uisasa (ko) (Conseil suprême) d'expérimenter la poudre qu’il a fabriquée, mais le conseil refuse de le croire, et certains vont même jusqu'à le traiter de charlatan.
Après plusieurs années de requêtes acharnées, Choi Mu-seon voit enfin ses efforts récompensés : en octobre 1377 (3ᵉ année du roi U), ses compétences sont reconnues et le Hwatongdogam (ko) (Bureau de la poudre noire) est créé. En tant que responsable de sa production, il développe différents types de canons et d'armes à feu, tels que les daejanggun-po, ijanggun-po, samjanggun-po, yukhwa (六花), seokpo (石砲), hwapo (火砲), shinpo (信砲), hwajeon (火箭), hwapo (火砲) et hwatoong (火㷁). Il conçoit également des armes à projectiles comme les hwajeon (火箭), cheollyeongjeon (鐵翎箭) et piryeongjeon (皮翎箭), ainsi que divers types d’armes à feu, dont les jillyeopo (疾藜砲), cheoltanja (鐵彈子), cheonsan oryongjeon (穿山五龍箭), yuhwa (流火), juhwa (ko) (走火) et chokcheonhwa (觸天火). Il consacre par ailleurs beaucoup d’efforts à l’amélioration des navires de guerre pour qu'ils puissent embarquer ces canons. Il s'emploie aussi à former des spécialistes au maniement de ces armes, donnant naissance à une unité militaire dédiée, le hwatongbangsagun (화통방사군), composée de soldats experts dans l'utilisation des armes à poudre.
En 1380 (6ᵉ année du roi U), une flotte de 500 navires de pirates japonais apparaît à Jinpo (鎭浦) et remonte jusqu'à Seocheon et l'estuaire du Geum, incendiant et pillant les régions alentour. Choi Mu-seon, nommé vice-commandant suprême (부원수), part alors en expédition aux côtés du commandant suprême Shim Deok-bu (ko) et du commandant supérieur fr)Na Se (ko). Ils embarquent sur leurs navires de guerre et, pour la première fois, utilisent canons et armes à feu contre les pirates japonais. Choi Mu-seon, en tant que vice-commandant, dirige ses troupes à Jinpo, notamment sous le commandement direct de Choi Chilseok (崔七夕). Lors de cette bataille, ils incendient la totalité des 500 navires ennemis.
Privés de leurs bateaux, les pirates japonais battent en retraite et s'enfoncent dans l'intérieur des terres, poursuivant leurs pillages. Ils traversent ainsi le Jeolla et le Gyeongsang avant de se regrouper à Unbong, où ils sont finalement anéantis par les forces coréennes menées par Yi Seong-gye à Hwangsan, et leur puissance est considérablement réduite par rapport à avant ( bataille de Hwangsan (ko)). Dans la notice nécrologique du Taejo Sillok, les chroniqueurs soulignent : « Ainsi, le nombre de pirates diminue peu à peu, et beaucoup se rendent. Le peuple des côtes peut reprendre ses activités. On dit que c'est grâce à la vertu de Taejo, mais le mérite de Mu-seon n'est pas moindre ». La 9ᵉ année du roi U (1383), lorsque les pirates japonais débarquent à Gwaneumpo (ko) sur la Namhae (en), Choi Mu-seon repart en expédition en tant que vice-commandant. Durant ce combat, il utilise de nouveau les armes à feu et coule de nombreux navires pirates. Ces victoires entraînent une forte baisse des incursions pirates, démontrant l'efficacité décisive des armes à poudre.
Fort de ces deux succès navals, le gouvernement de Goryeo gagne en confiance et, en 1389 (1ʳᵉ année du roi Chang), lance une expédition contre Tsushima, repaire des pirates. Choi Mu-seon y participe également et parvient à libérer une centaine de Coréens capturés. Cependant, en 1388 (14ᵉ année du roi U), le coup d'État de Yi Seong-gye (retraite de Wihwado (en)) renverse le roi U. L'année suivante, en 1389, sur proposition de Jo Jun (ko), le Hwatongdogam est aboli et intégré au Gungisi (ko) (Bureau de l'armement). Officiellement, cela s'explique par la baisse des invasions pirates, mais en réalité, la diffusion des armes à poudre inquiète les élites militaires, soucieuses de préserver leur statut.
Lorsque la dynastie Goryeo s'effondre et que Yi Seong-gye fonde une nouvelle dynastie, en juillet 1392 (4ᵉ année du roi Gongyang), Yi Bang-won propose que Choi Mu-seon soit nommé jeongheon daebu (正憲大夫), vice-premier ministre du Secrétariat (문하부사), et directeur du Bureau de l'armement (판군기시사). Choi Mu-seon approche alors de la soixantaine.
Il meurt le 19 avril 1395 (4ᵉ année du roi Taejo). En 1401 (1ʳᵉ année du roi Taejong), la cour, reconnaissant ses mérites, lui confère à titre posthume le rang de uijeongbu uuijeong (우의정, ministre de la droite au Conseil d'État) et le titre de yeongseong buwongun (영성부원군).
Dans sa notice nécrologique du Taejo Sillok, on apprend qu'au moment de mourir, il confie à son épouse un livre en lui demandant de le transmettre à leur fils une fois adulte. Lorsque Choi Haesan (en), son fils, atteint quinze ans, elle lui remet l'ouvrage selon la volonté paternelle. Ce livre contenait la méthode de fabrication de la poudre et l'extraction du salpêtre, ainsi que divers traités comme le Hwayaksuryeonbeop (화약수련법, « Méthode d'affinage de la poudre ») et le Hwapobeop (화포법, « Traité des canons »). Nommé inspecteur au Bureau de l'armement (군기시소감) sous Taejo, Choi Haesan utilise cet héritage dans ses fonctions, mais aucun de ces ouvrages n'a été conservé.

### Canons à l'époque de Choi Mu-seon
Les noms des canons fabriqués par Choi Mu-seon apparaissent dans le Taejo Sillok, mais aucun exemplaire de son époque n'est parvenu jusqu'à nous. L'arme la plus ancienne retrouvée en Corée est le gyeongheegosochongtong (경희고소총통), datant de la fin de Goryeo ou du début de Joseon, probablement avant Sejong le Grand. Long de 24 cm, ce canon est actuellement conservé au musée de l'université Kyung Hee. Son fût présente une chambre légèrement bombée, avec un diamètre de 12,5 cm à la jonction chambre-canon et 16,2 cm à la bouche, se rétrécissant vers l'arrière, caractéristique typique des canons antérieurs aux réformes militaires de Sejong.
En 2004, un collectionneur coréen acquiert un canon qui serait contemporain de Choi Mu-seon. Il en informe l'équipe de l’émission HD History Special de KBS1. Jeong Myeong-ho, qui expertise l'objet avec la production, estime que la date gravée sur le canon en bronze - 1385 (18ᵉ année de Hongwu, 11ᵉ année du roi U) - en fait le plus ancien petit canon coréen connu à ce jour. Comme le gyeongheegosochongtong, il présente une chambre légèrement bombée et un fût rétréci vers la chambre. Ce canon est présenté le 14 avril 2006 dans l'émission de KBS1 intitulée La bataille navale de Jinpo menée par Choi Mu-seon, première bataille navale de l'histoire avec des canons. Cependant, en réalité, la bataille de Jinpo (ko) n'est pas la première bataille navale au monde à utiliser l'artillerie.

## Famille
- Père : Choi Dong-sun (崔東洵)
- Fils : Choi Haesan (en) (崔海山). Sous le règne de Taejong, il est choisi comme développeur d'armes à feu et poursuit les travaux de son père. Il conçoit le hwacha (화차), un chariot équipé de lance-projectiles, et en réalise une démonstration de tir en 1409 (9ᵉ année de Taejong) au pavillon Haeonjeong, dans le jardin arrière du palais de Changdeok. Ces recherches ouvrent la voie au développement des singijeon sous Sejong le Grand.
  - Petit-fils : Choi Gong-son (崔功孫)

## Évaluation contemporaine
Après ses premiers succès dans la fabrication nationale de poudre noire, la puissance de feu accrue de Goryeo joue un rôle décisif dans la répression et la prévention des incursions de pirates japonais le long des côtes. Jeong I-o (鄭以吾), lettré et fonctionnaire de la fin de Goryeo et du début de Joseon, écrit dans son Hwayak Gogi (火藥庫記) à propos de Choi Mu-seon : « Il a consacré son esprit au pays et a pu ainsi obtenir la technique de Li Yuan ; sa réflexion est profonde et clairvoyante. Si aujourd’hui les pirates japonais n'osent plus défier notre flotte, c'est d'abord grâce à la victoire de Jinpo, et à celle de Namhae ensuite ».
Dans sa ville natale de Yeongcheon au Gyeongsangbuk, la Corée du Sud honore son héritage. Pour commémorer sa vie et ses réalisations, l'Association mémorielle Choi Mu-seon et l'Institut culturel de Yeongcheon organisent chaque année le Festival scientifique Choi Mu-seon. La route Choi Mu-seon (ko), qui commence à Wonje Samgeori dans le quartier Geumho-eup (en) et traverse Munoe-dong jusqu'au carrefour de l'hôtel de ville de Yeongcheon, porte son nom. Par ailleurs, le sous-marin ROKS Choe Museon de 1 200 tonnes de classe Chang Bogo (Type 209), mis en service en avril 1995 dans la marine sud-coréenne, est baptisé en son honneur.

## Œuvres
- Hwayaksuryeonbeop (화약수련법, 火藥修鍊法, lit. « Méthode de fabrication de la poudre à canon »)
- Hwapobeop (화포법, 火砲法, lit. « Méthode de bombe incendiaire »)